# Nannodioctria
Nannodioctria is een vliegengeslacht uit de familie van de roofvliegen (Asilidae).

## Soorten
- N. albicornis (Wilcox & Martin, 1941)
- N. australis (Adisoemarto & Wood, 1975)
- N. lopatini Lehr, 1965
- N. seminole (Bromley, 1924)